# Hugo & Guilherme
Hugo & Guilherme é uma dupla sertaneja brasileira formada pelos amigos Spártaco Luiz Neves Vezzani (Morrinhos, 4 de março de 1991), conhecido como Hugo, e Matheus Neves (Goiânia, 4 de dezembro de 1994), conhecido como Guilherme. A dupla emplacou vários hits como Coração na Cama, Namorada Reserva e Mal Feito, com participação da finada cantora Marília Mendonça (1995 - 2021).

## História
Hugo vinha de sua carreira solo como Spártaco, já pensando em desistir da carreira musical, enquanto Guilherme cursava agronomia. Hugo e Guilherme se conheceram em 2015, em uma casa de shows em Goiânia. Começaram a cantar juntos a canção Resto de Vida, de Leandro & Leonardo, e já sentiram a afinidade das duas vozes.  A dupla contou com a ajuda de Henrique & Juliano para dar início a carreira da dupla e a gravação do álbum de estreia Acústico e Ao Vivo.

## Carreira

### 2016 - 2017: Início,Acústico e Ao VivoeNo Pelo
No dia 19 de abril de 2016, Hugo & Guilherme gravaram seu primeiro DVD, Acústico e Ao Vivo, na Vila Cavalcare, em Goiânia, para 200 convidados, com cenário intimista e natural e decoração rústica. Participaram deste projeto as duplas Henrique & Juliano, na faixa Na Maldade, e Maiara & Maraisa em Imagina, sendo as canções que se destacaram a nível nacional. O DVD teve a produção musical de Willibaldo Neto e a direção de vídeo da Caverna Filmes.
Em 2017, lançaram seu segundo álbum ao vivo, chamado No Pelo, gravado em um pesque-pague em Goiatuba, com grandes sucessos em alguns pot-pourri. Tiveram a participação especial dos amigos Gustavo Moura & Rafael na faixa É Sempre Assim. As canções de maior sucesso do álbum foram Deslumbrante (canção já gravada por Hugo em dupla com Gabriel) e a inédita Conveniência, que ultrapassou a marca de 25 milhões de visualizações no YouTube.

### 2018 - 2019: Som Livre,Namorada Reservae Caldas Country
Em 16 de setembro de 2018, Hugo & Guilherme gravaram seu terceiro álbum ao vivo, No Pelo em Campo Grande, no Âncora Hotel, em Campo Grande, marcando a estreia da dupla na Som Livre, gravadora na qual permaneceram. As participações especiais foram da dupla Henrique & Juliano em Teste da Mãozinha e da cantora Marília Mendonça na faixa Toda Ida Pede Volta. Hugo & Guilherme também reuniram estes artistas para o pot-pourri de Amor Perfeito / Tô Fazendo Falta / As Quatro Estações. Este DVD foi dirigido por Anselmo Troncoso e a produção musical foi feita por Eduardo Pepato. Os grandes destaques do álbum são Teste da Mãozinha, que já alcançou a marca de 25 milhões de visualizações no YouTube, Namorada Reserva e o pot-pourri com Marília Mendonça e Henrique & Juliano.
Em maio de 2019, Hugo & Guilherme assinaram contrato com a gravadora Som Livre.  Em julho de 2019, a música Namorada Reserva, que alcançou a marca de 53 milhões de visualizações no YouTube, entrou na trilha sonora da novela A Dona do Pedaço, da Rede Globo, como tema da personagem Gina, ex-esposa de Eusébio (Marco Nanini), interpretada pela cantora e atriz Gretchen. Com o sucesso da música, a dupla se apresentou pela primeira vez na TV, na terceira temporada do extinto programa SóTocaTop, da Rede Globo, à época apresentado por Maiara & Maraisa.
Em novembro de 2019, Hugo & Guilherme participaram da 14ª edição do festival Caldas Country, no qual o final não foi um dos melhores. Isso porque o dono do festival, Fernando Clemente, pediu para que a produção desligasse o som da dupla, que se apresentou em 37 minutos de show. Em entrevista ao programa de internet TalkNejo, a dupla explicou que, com o ocorrido, o show se encerrou "antes do tempo combinado".

### 2020 - 2022:Coração Na Cama,No Pelo 3e sucesso
Em novembro de 2020, a dupla teve mais visibilidade com o hit Coração na Cama, do álbum No Pelo 3, que entrou no Top 5 Brasil do Spotify e acumulou mais de 78 milhões de streams, levando a dupla a bater mais de 5,2 milhões de ouvintes mensais na plataforma, números que também levaram a música ao Top 100 do Spotify Global. No YouTube, o clipe da faixa já passou dos 140 milhões de visualizações. O single ganhou certificação de diamante duplo pela PMB em 2021.
Em setembro de 2021, Hugo & Guilherme gravaram, em Goiânia, o quinto álbum ao vivo Próximo Passo, com participações especiais de Marília Mendonça, Jorge & Mateus e Gusttavo Lima, lançado em 2022, no qual a carreira da dupla alavancou. Álbum que contava com sucessos como Oi Deus, Dá Moral Pros Pobre, Meu Número, com Jorge & Mateus, e, principalmente, Mal Feito, com Marília Mendonça, faixa que, em uma semana de lançamento, chegou ao segundo lugar no Spotify e já bateu 12 milhões de visualizações no YouTube. O single Mal Feito ganhou certificação de diamante triplo pela PMB.

### 2022 - atualmente:Próximo Passo,Originale062
Com as reproduções de Próximo Passo, 2022 foi o ano em que Hugo & Guilherme estavam ganhando mais espaço no mainstream, tanto em seus projetos como em participações especiais, como, por exemplo, em Haja Colírio, canção de Guilherme & Benuto em parceria com a dupla. E assim, a dupla anuncia, no fim do ano, a gravação do sexto álbum ao vivo em Cuiabá, em janeiro de 2023, que, mais tarde, seria lançado como Original, com sucessos como Metade de Mim, Mágica e Elevador.
Em novembro de 2023, a dupla gravou, em Goiânia um EP surpresa, com o nome de 062 e a participação de Maiara & Maraisa. O álbum foi lançado em 21 de março de 2024, com os sucessos Vazou na Braquiara e Morena de Goiânia.

## Discografia
- Acústico e Ao Vivo (2016)
- No Pelo (2017)
- No Pelo em Campo Grande (2018)
- Olha Nóis de Novo (2020)
- No Pelo 3 (2021)
- Próximo Passo (2022)
- No Pelo 360º (Ao Vivo em Goiânia) (2022)
- Original (2023)
- 062 (2024)

## Prêmios e indicações
| Ano  | Prêmio                            | Categoria      | Indicação        | Resultado | Ref    |
| ---- | --------------------------------- | -------------- | ---------------- | --------- | ------ |
| 2021 | Prêmio Jovem Brasileiro - 20 Anos | Aposta de 2022 | Hugo & Guilherme | Venceu    | [ 19 ] |